# 遭難
遭難（そうなん）とは、生命に関わるような災難（危険）に遭うことである。特に山や海等において、生命を失うような危険に遭遇することを言う。
広義には、暗殺事件などを含む（「濱口雄幸遭難」などと使う）が、この項では頻度の多い、山や海での遭難について記述する。

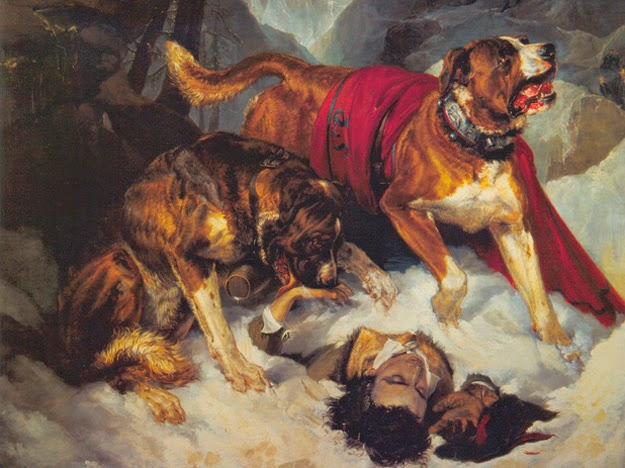
救助犬を描いたエドウィン・ランドシーア作『 Alpine Mastiffs Reanimating a Distressed Traveler 』（1820年）。

## 山岳遭難

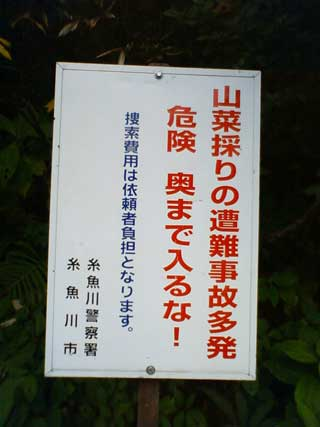
入山者に注意を促す看板（新潟県糸魚川市・糸魚川警察署）

### 概要
山岳遭難とは、山において生死にかかわるような難・危険に遭遇することを指す。日本の山岳においては、道迷い、滑落、転倒、怪我、急激な天候の変化、雪崩などによって毎年多くの遭難者が出ており、死者も多数出ている。これらは季節を問わず見られる。また八ヶ岳や白馬岳など整備され人気のある山でも起きている。人気のある北アルプスでは特に多数発生している。

### 統計
山岳遭難の個々の遭難は、海洋遭難に比べるとあまり大きく報道されないが、海洋遭難よりも圧倒的に数が多く日本だけでも毎年2,000件以上の山岳遭難と数百名におよぶ死者・行方不明者が出ており、非常に深刻な状態にある。
日本で近代に始めて記録されたものは、作家で登山家の春日俊吉（1897-1975）によれば、1891年9月に東京英和学校（後の青山学院）の学生・安東準平（24歳）が友人ら2名と木曽駒ヶ岳に登山した際に下山中に雨に打たれたことで体力を消耗して濃ヶ池近くの草むらに倒れ込みそのまま亡くなったのが記録に残る最古の遭難であろうとしている。
警察庁の統計によると、2021年（令和3年）に日本国内で発生した山岳遭難の件数は2,635件、遭難者数は3,075人（うち死亡・行方不明 283人、負傷 1,157人、無事救助 1,635人）であった。過去10年間で見ると増加基調であり、2019年と2020年は減少したが2021年で再び増加した。発生件数が最も多い県が長野県で257件、第2位が北海道で197件、第3位が東京都で157件であり、全遭難発生件数2,635件のうち82%が遭難現場から携帯電話や無線機等の通信機を介しての救難要請であった。2021年の山岳遭難者数のうち77.9%が登山（ハイキング・沢登り・岩登り・スキー登山を含む）、11.3%が山菜・茸採り最中の遭難であり、態様別で見ると道迷いが41.5%、転倒が16.6%、滑落が16.1%であった。遭難者数を年齢別で見ると、40歳以上が78.4%、60歳以上が48.3%を占めており、このうち死者・行方不明者では40歳以上が92.9%、60歳以上が71.7%を占めていた。また複数行動中に遭難した場合に死者・行方不明者となる割合6.1%に比べて、単独で遭難した場合に死者・行方不明者となる割合は13.6%であり、単独行で遭難した場合には致命的な結果となる可能性が2倍以上高いことが判明している。

### 原因

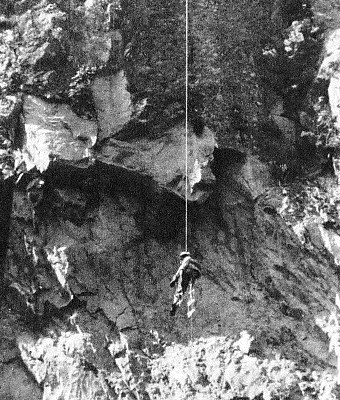
谷川岳宙吊り遺体

遭難の原因には様々なものが考えられるが、主なものを挙げると
- 登山に対するあなどり[3]。正常性バイアス、傲慢な態度[3]。
- 登山前に当然行うべき、山の綿密な調査の不実行・不足[3]。
- 登山前に用意しておくべき装備の不備[3]。
- 登山前にしておくべき、目的の山に登るための体力・筋力トレーニングの不実行・不足[3]（＝自分の体力以上の山への無謀な挑戦）。
- 登山前の天気予報の調査不足[3]。
- 読地図能力の不足[3]。地図の不携帯[3]。
- そもそも無理な行動計画[3]。
- リーダーシップ、及びフォロワーシップの欠如、もしくは不足。
- 道に迷う。
- （ねんざ等）なんでもないようなことで行動が遅くなり、予定時間通りに進めなくなり、山中で日没を迎えてしまい（懐中電灯も不携帯で）動けなくなる[3]。
- 滑落（その多くが即死）。
- 雪崩防止や回避のための知識の不足[3]。
- 天気図をしっかり確認せず、疑似晴天という、悪天候と悪天候の間に短時間だけ好天になり登山者を惑わす現象にだまされること。
- 落石（落石を発生させないための配慮の欠如。落石が発生した時のとっさの回避の遅れ）。
- 落雷（雷に遭遇しそうだと予想されるのに、登山を中止したり適切な退避をしないことによる）。
- （スキー客の場合）スキー場の指定区域の外、滑走禁止エリアで滑走を行う。（バックカントリースキー（山スキー）・バックカントリースノーボード）

等がある。
気象が関わっている、あるいは主たる要因だ、と判断される遭難は「気象遭難」と分類されている。基本的には事前に気象予報および天気図を確認する必要がある。自分自身でラジオなどを聞いて天気図も描けるようになっていることが望ましく、登る予定、あるいは登っている山の気象を、自分で描いた気象図を用いて、把握・予想する必要がある。入山後もラジオなどを用いて気象情報を収集し、場合によっては計画を中断し下山する必要がある。具体例としてはトムラウシ山遭難事故などがある。
なお、擬似好天には注意を要する。悪天候と悪天候の間に短時間だけ天候が改善し、あたかもすっかり好天になったかのように錯覚させるのでこの名がついている。冬の日本海側に見られる現象で、長くは続かずすぐに荒れた天気となる。擬似好天を継続的な好天と間違え、登山を決行したために起こった遭難も報告されている。
道迷いによる遭難を「道迷い遭難」と言う。「道迷い遭難」については、羽根田治が具体的な事例を挙げて分析しており、様々な要因で起きうる。
滑落による遭難を「滑落遭難」と言う。
足を踏み外して滑り落ちることであり、しばしば死に直結する。途中に固い岩などにぶつかったり、数百m以上落ちれば死の危険が大きく、また落下距離が小さくても頭部を打ったりして死亡する事もある。切り立った尾根や、傾斜のきつい斜面の登山道、濡れた岩場や雪渓を歩く時などは特に注意が必要となる。滑落者の救助に向かった者まで滑落し、二次遭難が起きることもある。
ふと足をひねったことによるねんざでも、歩行が困難になってしまうと、安全な場所まで移動できず過酷な気象にさらされる結果を生み、生命にかかわることがあるので、そうなった場合でも生還できるような準備をしておく必要がある。
雪崩に巻き込まれないための方法を事前に習得しておく必要がある。詳細は雪崩を参照。

### 遭難対策

#### 事前対策
登山の際に事前に出来る遭難の対策としては、まず第一に山をあなどらないこと、具体的には同行する経験者の確保、またそれのみならず各人が事前の調査を充分に行うことや、各人が必要な装備を持参すること、事前に体力を養成しておくこと、などがある。
グループに最低1名（できれば複数名）山の経験者を確保した上で、リーダー役らが事前に目的地の調査をし、メンバーにその情報や必要な装備を伝えておくことが基本となる。自分の力量にあった山選びが必要で、日本の長野県では2014年に長野県山岳総合センターが長野県山岳遭難防止対策協会の監修により、一般的な登山ルートに対して、無雪期かつ天候良好時の代表的な登山ルート（100ルート）の体力度と難易度による評価（「信州 山のグレーディング」）を行った。
各メンバーは、基礎知識として地形図および天気図の読み方、応急処置法（登山用としては、主として、簡単な止血法、骨折時の添え木の当て方、心肺蘇生法など）を身につけておく必要がある。単独での習得は困難なため、事前にする学習ミーティングなどを開くのが望ましい。
できれば、各人が遭難の過去事例について調べ、要因や対処・生還方法について認識を深めておく。
ひとりひとりが、夏であっても必ず充分な防寒具を持参する、（防寒具もかねて）山用のレインウェアを持参する、充分な行動食および非常食を携帯することは基本の遭難対策である。山は平地より気温が低く風も強いので体感気温は低く、（歩みが止まると）刻々と体温を奪われる。充分な防寒具が無いと、簡単に低体温症に陥る。
低体温症では、体温が35度になった辺りから脳機能の低下を引き起こし、判断力が通常ではなくなり、34度以下でほぼ足の左右すら把握できず動けなくなり、32度以下辺りで死亡する。体が冷えると震えで熱を発生するが、その限界点が35度前後で、更に冷えると内臓を温めるために体の震えは収まるが、体表の冷たい血流が内部を巡回する為に、体温低下が加速し、想像を超える早さで内臓機能低下を引き起こす。低体温症の回避には、十分な防寒着および行動食摂取による熱発生が必要になる。
遭難時は動けぬまま夜を迎え夜明けまで低気温を耐えなければならないことになる可能性が高い。真夏でも夜間はきわめて低気温になり、北アルプスや富士山などでは氷点下にもなる。防寒具は山岳遭難時に生きのびるために必須である。使い捨てカイロもいくらか助けになる。さらに、日帰り予定であっても遭難対策としてレスキューシート（アルミ蒸着ビニール製の身体を包む保温用シート）あるいはツェルト（簡易式のテント）のいずれかを携帯しておくと、いざという時に命を救ってくれることがある。
登山では行動食・非常食（チョコレート、飴玉、ビスケットなど）も必携である。これをしっかり携行しているどうかが生死を分けることも多い。
他に応急処置用具を携帯するのも役立つ場合がある。

#### 入山時・入山後

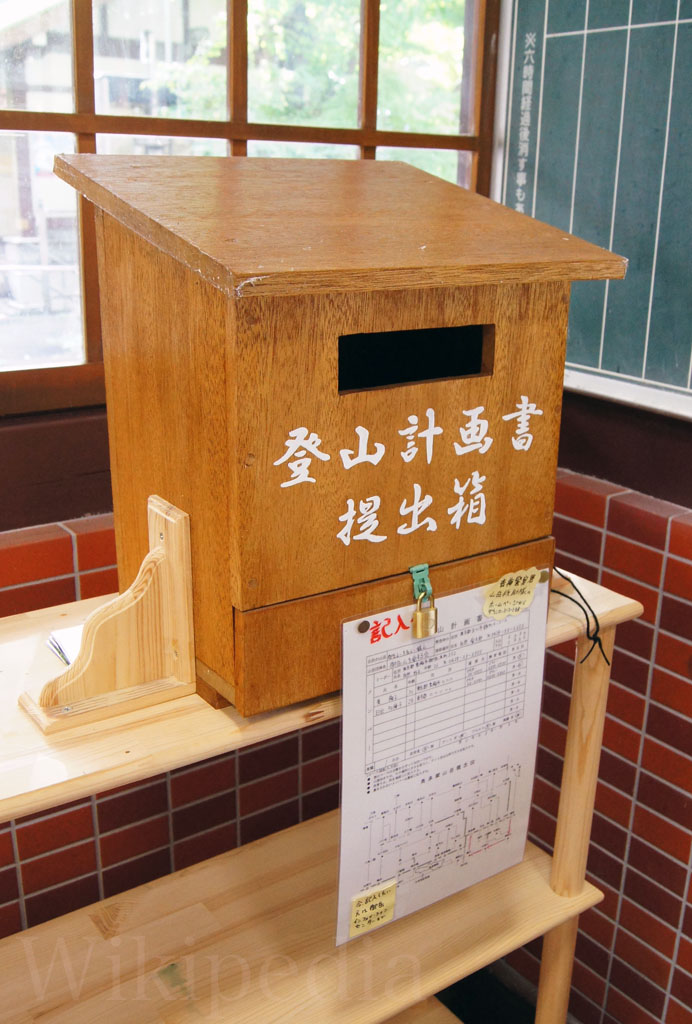
登山計画書提出箱（東京都青梅市・JR御嶽駅）

事前や入山時に、入山届（登山計画書。行動計画や持参した装備の申告）を提出しておけば、遭難の際にも辿ったであろうルートや装備等がわかり対処がしやすくなる。かつては登山道の入口のポストに投函する方式が一般的であったが、2020年代以降はオンライン形式やメールによる提出が可能となる範囲も増えた。
体感気温が下がりそうだと予想される場合は、早め早めに防寒具を着足すことで低体温症を回避する。気温・体温が下がりすぎると、防寒着を着用することすら困難になるので、早め早めに内側の防寒着を増やしておく。
リーダーは進退の判断が要求される状況で「勇気ある撤退」が遭難回避の最も重要なポイントとなる。
山岳遭難では、女性よりも男性の遭難の率が高いことを示すデータがある。男性があえて無茶をしたがり短気なところがある一方、女性は慎重で、また粘り強いのが山岳遭難防止という点では有効だという。

#### 遭難した場合の対処
自分や自分のパーティが遭難しかかっている、あるいはすでに遭難した、と気づいた場合には、気持ちを落ち着かせ、パニックを回避することが重要になる。過去の多くの事例では、同じ状況であっても、自己や周囲の状態を冷静沈着に把握していたほうが生還する率が高い。
複数で行動している場合は、基本的には、あらかじめ決められた経験豊富なリーダーが判断・決断する責任を負う。人命を最優先し、個々の、特に弱っているメンバーには細心の注意を払う必要がある。パーティー内に経験豊富なサブ・リーダーがいる場合は、共同で情報を整理し知恵をあわせて判断を下すこともできる。決断内容は全員と共有し、互いに協力して動けるようにする必要がある。各人がバラバラに行動すると困難が増し、全員に生命の危機が迫る。
何らかの重大な困難（極端な荒天、メンバーの怪我、滑落、落石 等々）に遭遇すると、多くの場合パーティ全員が歩みを止めることになり、運動量が減って体温が下がり始める。予備の防寒着を持っているならば早めに着用し、低体温症を回避する。また行動食をいくらか口に入れ、そのカロリーで体温上昇を図る。
様々な状況がありうるが、一般的には遭難した時は前には進まないほうがよい、と言われている。ただし状況により必要だと判断されるならば、ためらわず救助の要請を行う。救助要請の判断の遅れは、事態のさらなる悪化を招きがちである。

### 救助

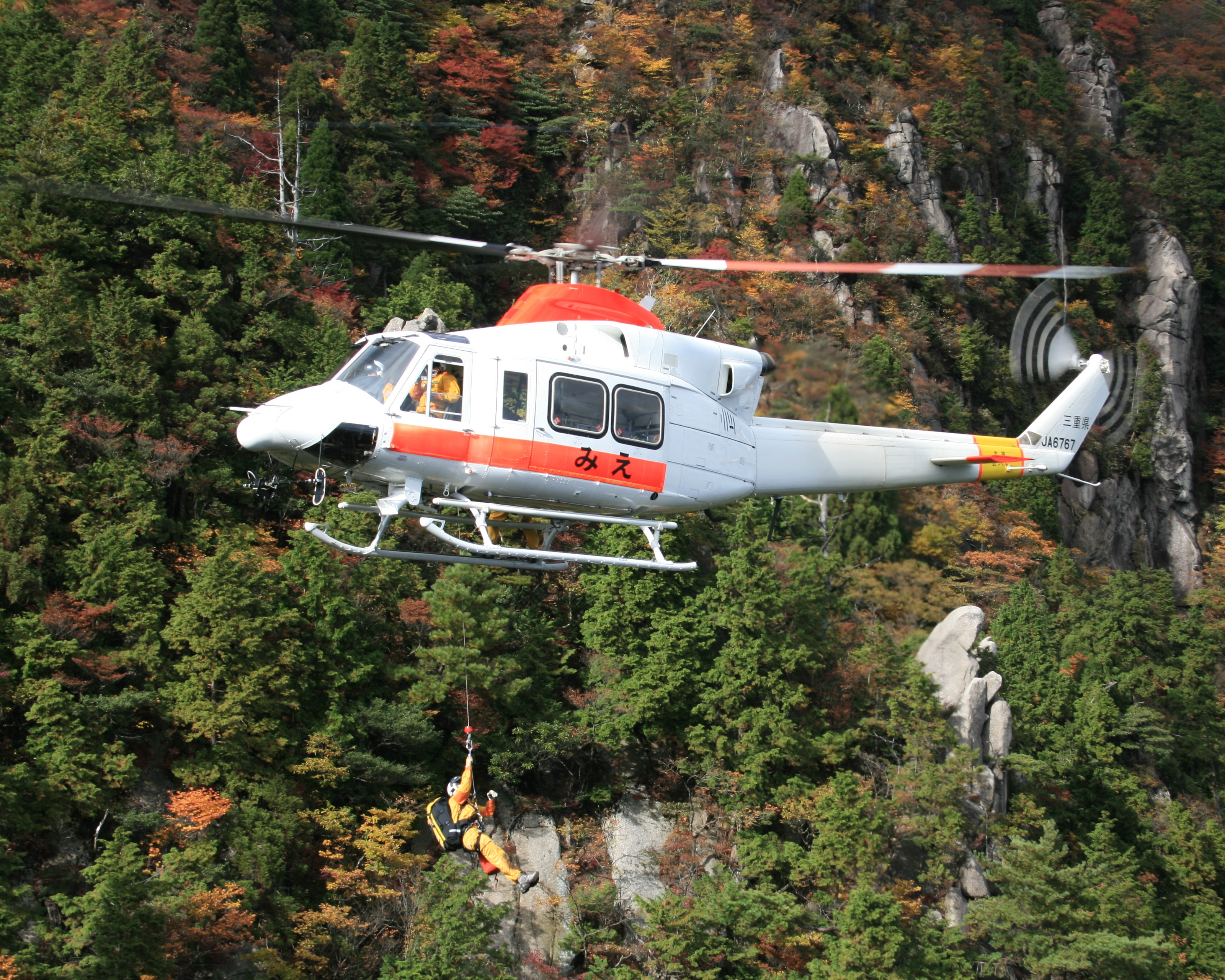
御在所岳で滑落した山岳遭難者を救出する三重県の防災ヘリ

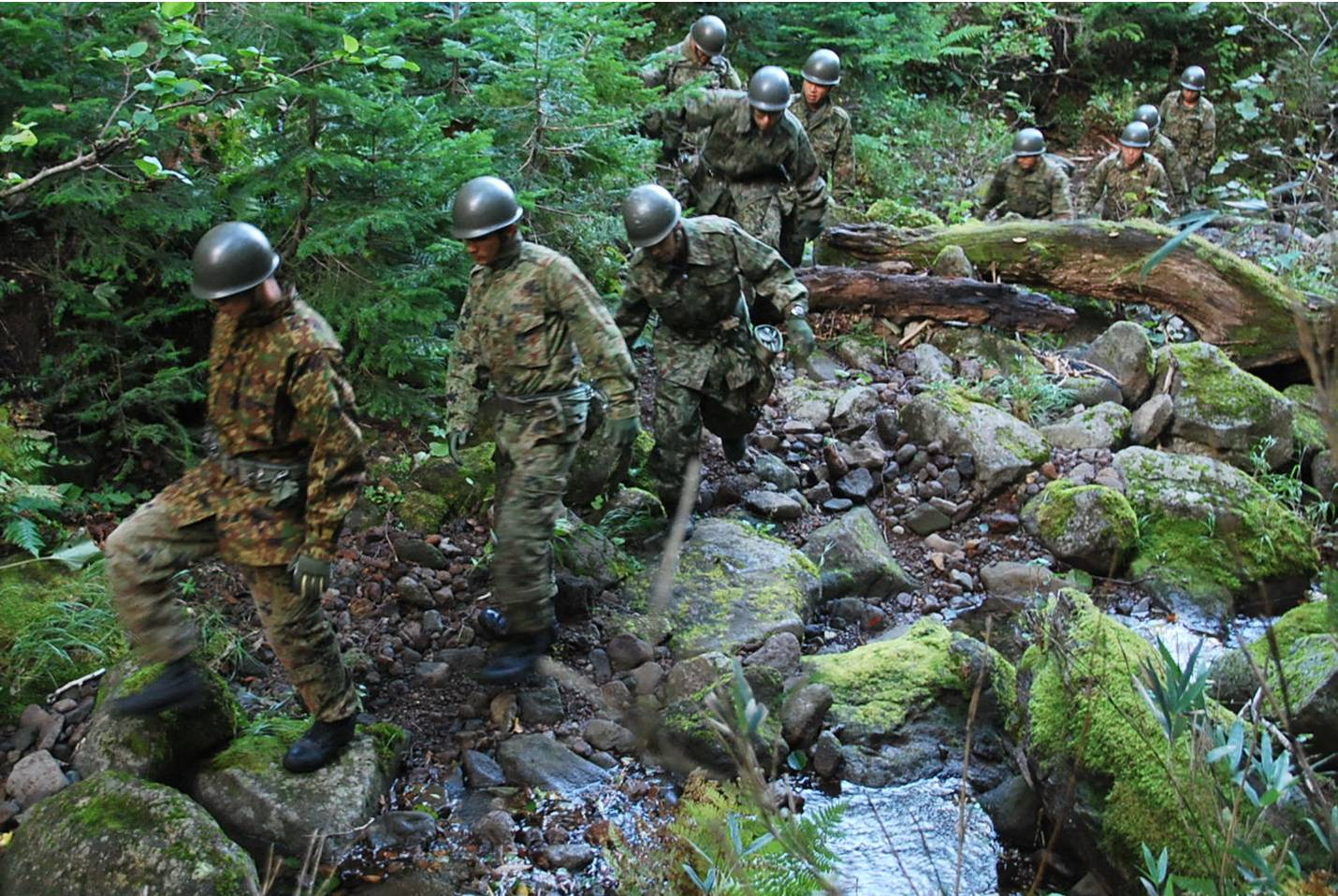
行方不明者の捜索の様子（北海道斜里町で捜索を行う陸上自衛隊）

救助要請を受けた場合は、警察の山岳警備隊や消防の山岳救助隊が担当し地元の山岳会や消防団、航空自衛隊や陸上自衛隊の手を借りることが多い。一部の県では消防防災ヘリコプターを整備しており、上空からの捜索・遭難者の運搬を行うことで迅速な救助を実現している。
ただし、荒天時や夜間はヘリコプターを飛ばすことができない。地形によっては気流の乱れなどを考慮してヘリが近づけないこともある。
北アルプスを抱える長野県では、遭難が多いため救助隊員が常駐している。
救助隊員たちは「救出」作業のプロでありその訓練を受けているが、ひどいダメージを受けた遺体を扱った時の心理的なショックを緩和する訓練を受けているわけではなく、トラウマになることがある。
消防や警察、自衛隊など公的機関の捜索は税金で行われるために本人や家族に請求される事はなかったが、2017年4月、埼玉県がヘリコプターによる救助出動に自己負担を求める条例を可決。今後、自治体により遭難者側の負担の有無や程度に差が出てくる可能性がある。一方、民間団体に出動を依頼した場合、日当が一人3万円〜10万円、民間ヘリコプターを使用した場合、遭難者の発見未発見に関わらず1時間で50万円ほど費用がかかり、後で多額の費用が本人や家族に請求される。
「山岳保険」によって上述の諸費用(の一部）を補償する事ができる。保険会社によって名称は異なるが、旅行障害保険のオプションという形で存在することが多い。日帰りのトレッキングにも、掛け捨てのハイキング保険が存在する。

### 遭難碑

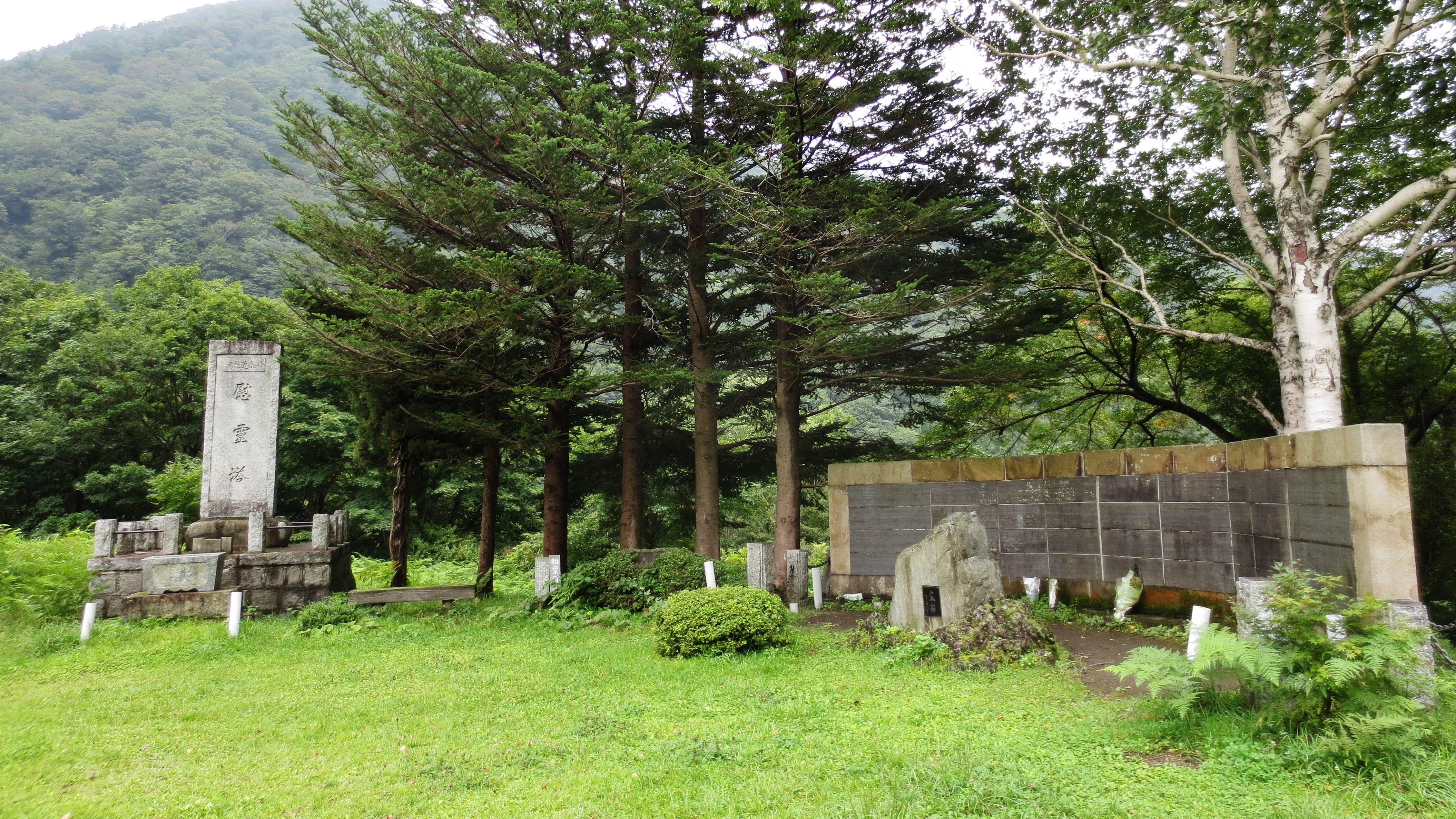
谷川岳で遭難した人々の慰霊碑（群馬県みなかみ町）

日本では、1960年以降の登山ブームの中で遭難するケースも増加。大型の遭難碑が山々に林立する状態となった。このため谷川岳では遭難碑を一か所にまとめる動きが見られた。1974年、環境省は山々のケルンを必要最小限のものを除いて撤去するよう全国の国立公園管理事務所に指示、この指示についてはケルンに似た大型の遭難碑も含まれることとなったため、遭難碑の建設に抑制が掛けられることとなった。

### 山岳での主な事故の例
- 八甲田雪中行軍遭難事件 (1902年)
- 木曽駒ヶ岳大量遭難事故 (1913年)
- 奥秩父集団遭難事故 (1916年)
- 剱沢小屋雪崩事故 (1930年)
- 鉄道省山岳部遭難事故 (1934年)
- 富士山大量遭難事故 (1954年)
- ナイロンザイル事件 (1955年)
- 谷川岳宙吊り遺体収容 (1960年)
- 北海道学芸大学函館分校山岳部旭岳遭難事故 (1962年)
- 愛知大学山岳部薬師岳遭難事故 (1963年) - サンパチ豪雪による
- 札内川十の沢北海道大学山岳部遭難事件 (1965年)
- 西穂高岳落雷遭難事故 (1967年)
- 福岡大学ワンダーフォーゲル部ヒグマ事件 (1970年)
- 富士山大量遭難事故 (1972年)
- 富士山大規模落石事故 (1980年)
- 唐松岳逗子開成高校山岳部遭難事故 (1980年)
- ミニヤコンカでの遭難事故(1982年) - 松田宏也の著書『ミニヤコンカ奇跡の生還』に詳述
- SOS遭難事件 (1989年)
- 立山中高年大量遭難事故 (1989年)
- 吾妻連峰雪山遭難事故 (1994年)
- 1996年のエベレスト大量遭難
- 安達太良山火山ガス遭難事故 (1997年)
- トムラウシ山遭難事故 (2002年)
- トムラウシ山遭難事故 (2009年)
- 2012年の白馬岳大量遭難事故
- 2014年の御嶽山噴火 - 統計上は自然災害扱いとされている。
- 2015年のエベレスト雪崩事故
- 那須雪崩事故（2017年）
- 黄河石林トレイルランニング遭難事故（2021年）

### 山岳遭難関連項目
- 山岳警備隊（警察）
- 山岳救助隊 (消防)
- 山岳救助レンジャー部隊
- 航空救難団（航空自衛隊）
- アマチュア無線
- 雪崩
- 山座同定
- 山小屋
- 森林基本図
- ヘリコプター救急
- リングワンダリング
- ビバーク

### 山岳遭難関連書
脚注も参照
- 羽根田治『山の遭難 : あなたの山登りは大丈夫か』平凡社〈平凡社新書〉、2010年。ISBN 978-4-582-85506-7。

## 海洋遭難

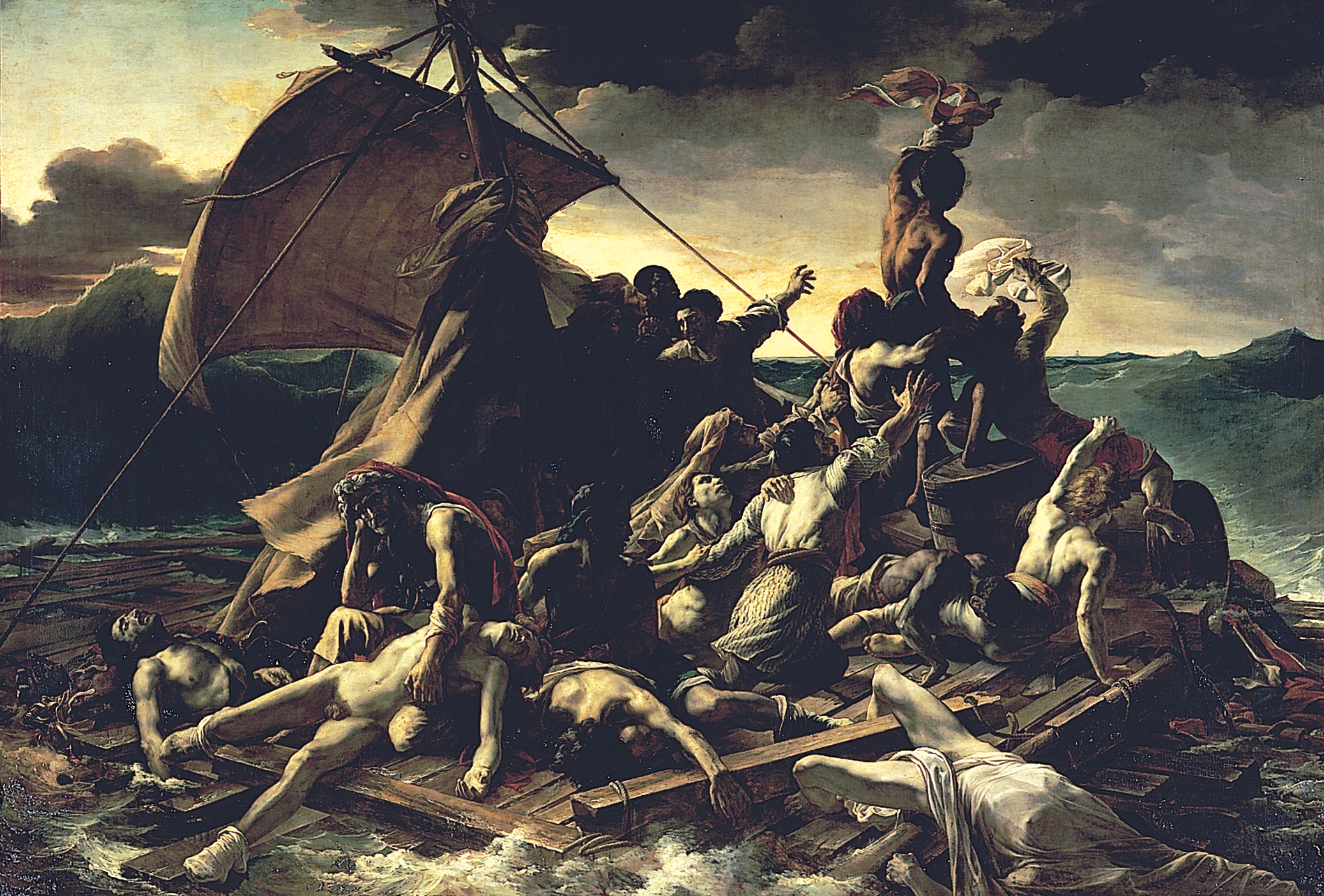
『メデューズ号の筏』- T.ジェリコー

海洋遭難とは、荒天、自然物との衝突・座礁、機関の故障、他の船舶との衝突等により、船舶が安全なる自力航行能力を失い救助が必要な状況をいう。一時的な危険の回避行動は通常含まない（避難）。船舶の他にも潜水艦の事故も含まれる。
一般に、「山岳遭難は捜索費用がかかり、海洋遭難は費用がかからない」とされる。これは、山岳遭難と比べると民間でできる事は限られ、捜索のため漁船など民間船舶を借りた場合でも、船を所有する際に必ず加入する「漁船保険」や「マリンレジャーボート保険」に予め含まれる海難捜索の条項により補償されるためである。

### 遭難後に漂流した事例

#### 近代以前

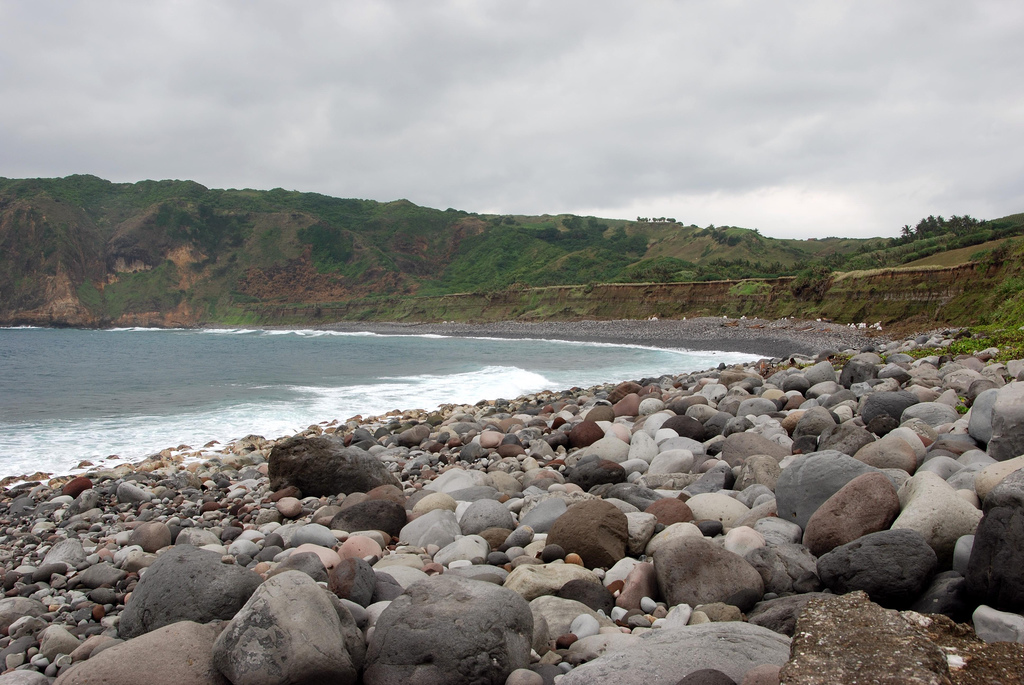
バタン諸島の浜辺

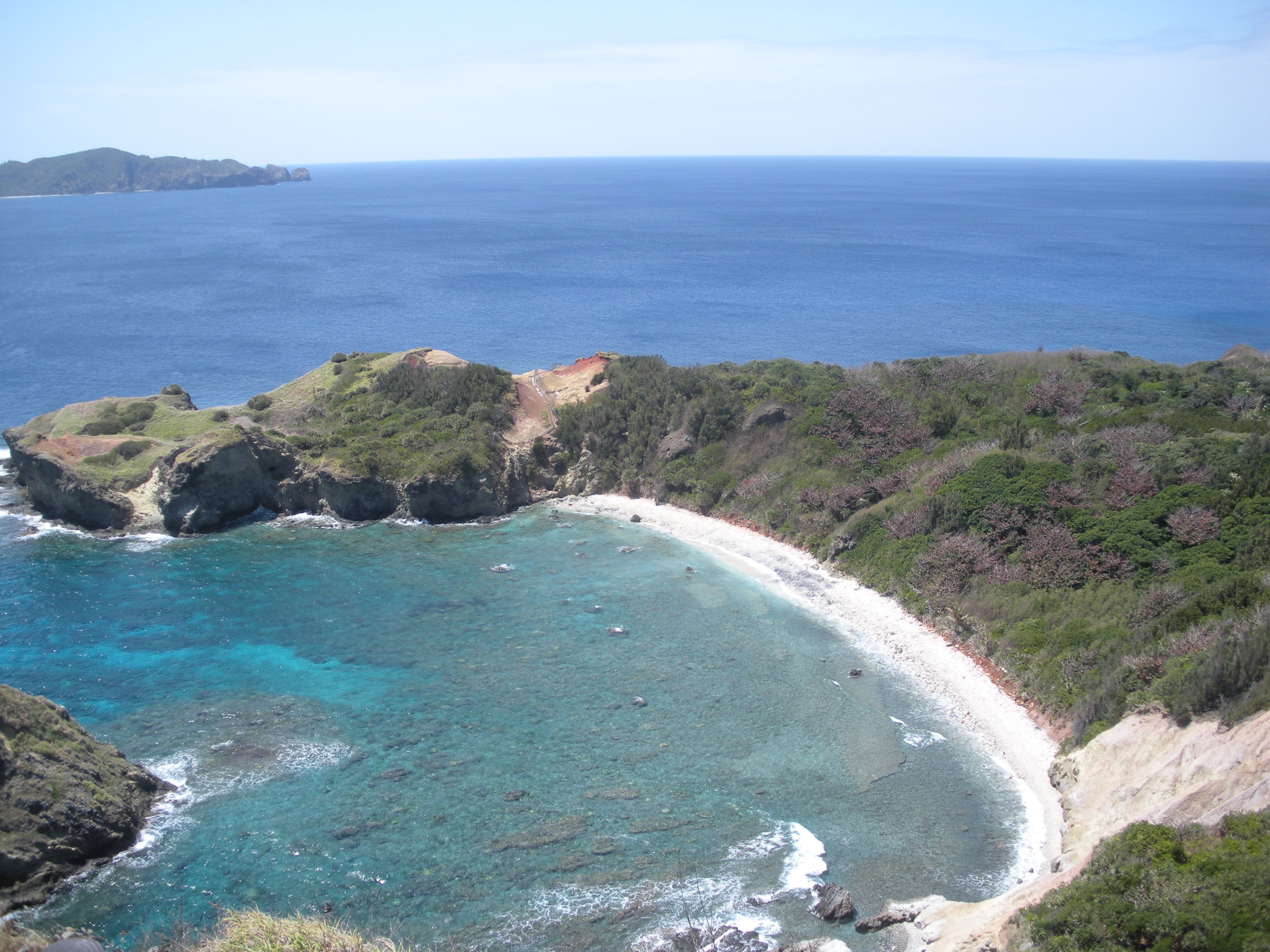
小笠原諸島母島

「遭難の年月（近代以前のものは旧暦）、場所」「船名（タイプ）」「漂流日数」「飢え渇きをしのいだもの」「生存者数」の順
- 天平勝宝5年（753年）12月：東シナ海、第12次遣唐使第一船、安南の驩州（現：ベトナムゲアン省）附近に漂着。乗員の多数が殺害されるが、藤原清河や阿倍仲麻呂らは生存し、長安に帰還。
- 天文12年8月25日（ユリウス暦1543年9月23日）：東シナ海、明国船（ジャンク船）、種子島西之浦湾に漂着。（鉄砲伝来）
- 文禄5年（1596年）7月：東シナ海、スペインのサン＝フェリペ号（San-Felipe ガレオン船）、3ヶ月の漂流の末四国土佐国（現：高知県）に漂着。生存者は翌年の5月にマニラに帰還。
- 慶長5年（1600年）2月：太平洋上、オランダのリーフデ号（De Liefde フリュート）、慶長5年（1600年）3月16日に豊後国（現：大分県）に漂着。全乗組員110名の内生存者は24名。乗員のうちヤン・ヨーステン（Jan Joosten）やウィリアム・アダムス（William Adams）は日本に残留。
- 慶長14年（1609年）9月30日：太平洋上、スペインのサン・フランシスコ号（San Francisco ガレオン船 乗員373名）、暴風雨によって上総国御宿海岸（現：千葉県夷隅郡御宿町）に漂着。ロドリゴ・デ・ビベロ（Rodrigo de Vivero y Aberrucia）ら生存者317名は翌年の11月13日にヌエバ・エスパーニャのアカプルコに帰還[13]。
- 寛文7年（1667年）11月4日：遠州灘、弁才船（乗員15名）、1か月後の12月6日にバタン諸島に漂着。乗員15名は先住民の奴隷となり、2名が殺害され、2名が行方不明となった他、1名がバタン諸島に残留した。残る11名はバタン諸島を脱出し、清国を経て寛文10年（1670年）6月に五島列島に帰還[14]。
- 寛文10年（1670年）1月6日：遠州灘、弁才船（乗員7名）、漂流1ヶ月半の末小笠原諸島母島に漂着。漂流中は積荷のみかんや米で飢えを凌いだ。長右衛門ら生存者6名は船を作って島を自力で脱出し、4月25日に伊豆諸島の八丈島に帰還[15]。
- 延宝8年（1680年）5月17日：東シナ海、漁船、バタン諸島の漁民23名が日向国（現：宮崎県）に漂着。病死した5名を除く18名は長崎に送られ、9月にオランダ船に便乗し、バタビアに送られる[16]。

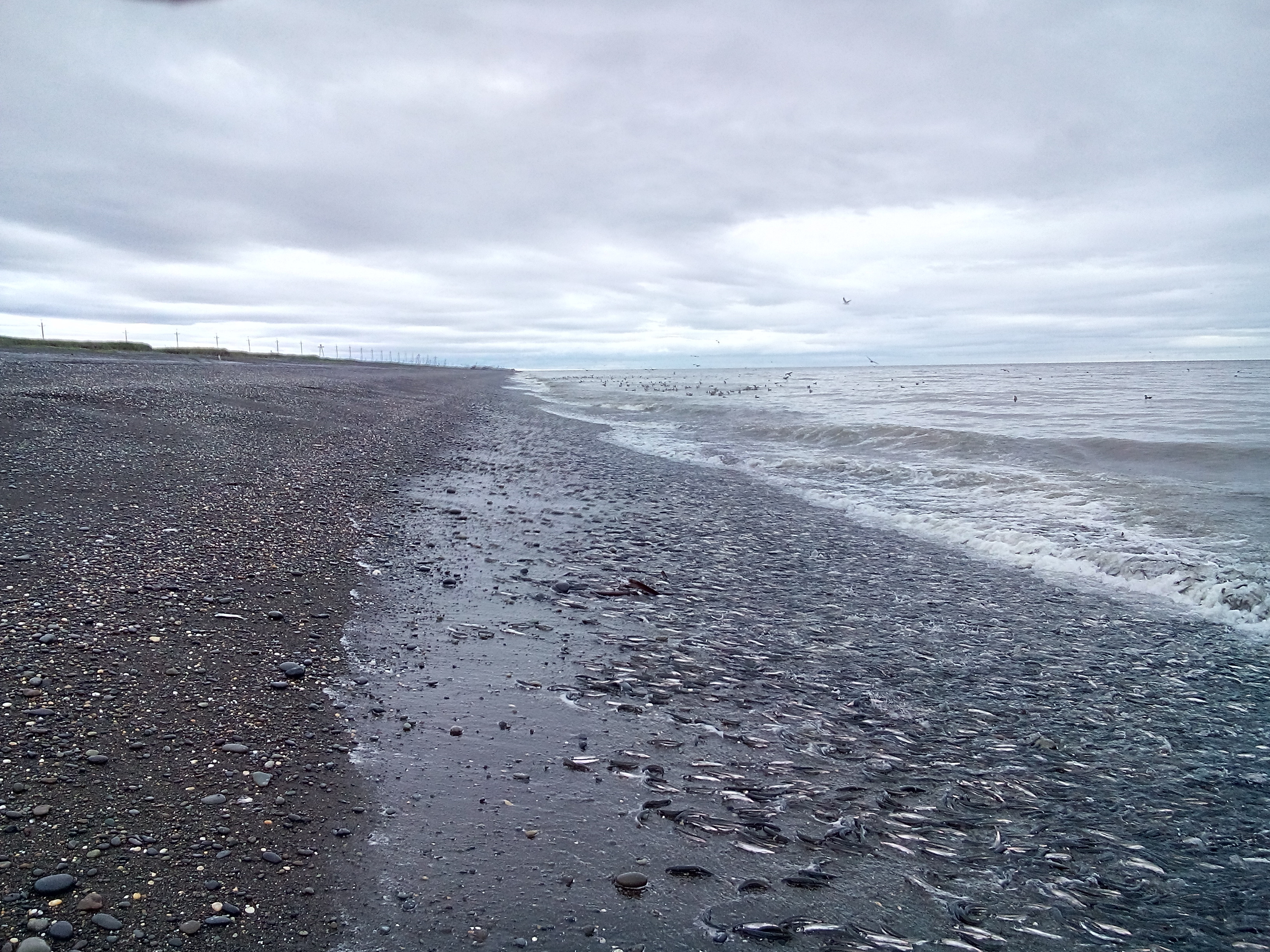
カムチャツカ半島の浜辺

- 元禄8年（1695年）11月：太平洋上、弁才船、約6ヶ月の漂流の末、生存者13名はカムチャツカ半島に漂着。13名はその後散り散りとなり、伝兵衛1人だけがロシアのウラジーミル・アトラソフ（Владимир Атласов）探検隊に保護される。
- 明和元年（1764年）10月20日：鹿島灘、伊勢丸（弁才船 乗員20名）、漂流中は積荷の昆布や釣った魚で飢えを凌ぎ、2か月後の宝暦14年（1764年）元旦にミンダナオ島に漂着した。生存者は先住民の奴隷となって散り散りとなり、孫太郎ただ一人が明和8年（1771年）6月に長崎に帰還[17]。

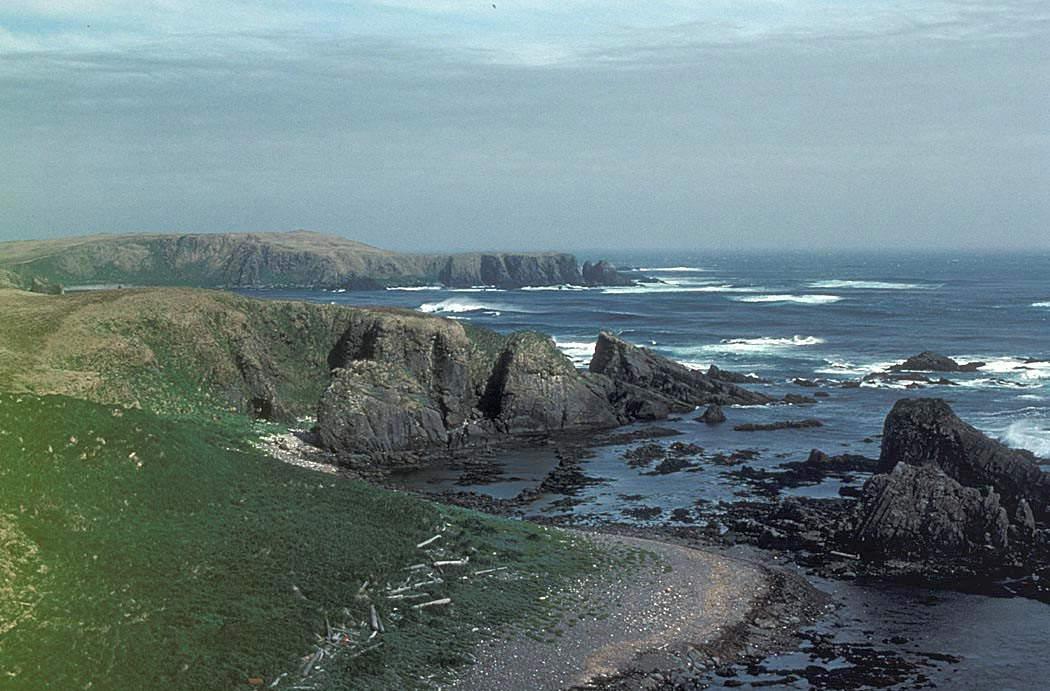
アリューシャン列島のアムチトカ島

- 天明2年（1782年）12月：遠州灘、神昌丸（弁才船 乗員16名）、漂流中は積荷の米や釣った魚で飢えを凌ぎ、8か月後の天明3年（1783年）7月20日にアリューシャン列島のアムチトカ島に漂着した。しかし乗員16名のうち1名は漂流中に死亡し、その後6名はアムチトカ島、3名はペトロパブロフスク、1名はイルクーツクで病死し、新蔵ら2名はロシアに残留した。その後1名が根室で病死し、故郷に帰還できたのは大黒屋光太夫と磯吉の2名のみ[18]。
- 天明5年（1785年）1月：土佐沖、300石船（乗員3名）、伊豆諸島の鳥島に漂着後、2名は鳥島で死亡し、野村長平のみが生き残り、13年後に故郷に帰還した[19]。
- 寛政5年（1793年）12月2日：鹿島灘、若宮丸（弁才船 乗員16名）、漂流中は積荷の米や釣った魚で飢えを凌ぎ、7か月後の寛政6年（1794年）5月10日にアリューシャン列島東部の島に漂着した。乗員16名のうち、1名はアリューシャン列島、1名はイルクーツクで病死し、善六ら10名はロシアに残留したため、故郷に帰還したのは津太夫ら4名のみ[20]。
- 享和3年（1803年）11月29日：上総国（現：千葉県）九十九里浜沖、慶祥丸（弁才船 乗員13名）、漂流中は積荷の米や鱈で飢えを凌ぎ、7か月後の文化元年（1804年）7月18日に千島列島幌筵島東浦に漂着した。乗員13名のうち、7名は漂流中に死亡したが、生存した継右衛門ら6名はペトロパブロフスクを経て、文化3年（1806年）7月に択捉島に帰還した[21]。
- 文化10年（1813年）：遠州灘、督乗丸（弁才船 乗員13名）、漂流中は積荷の米や釣った魚で飢えを凌いだが、漂流中に10名が死亡し、生き残った小栗重吉ら3名は漂流484日目にカリフォルニア州サンタバーバラ沖でイギリスの商船フォレスター号に救助された。3名はアラスカ、ペトロパブロフスクを経て択捉島にたどり着くがここで1名が病死し、帰郷できたのは2名のみ[22]。

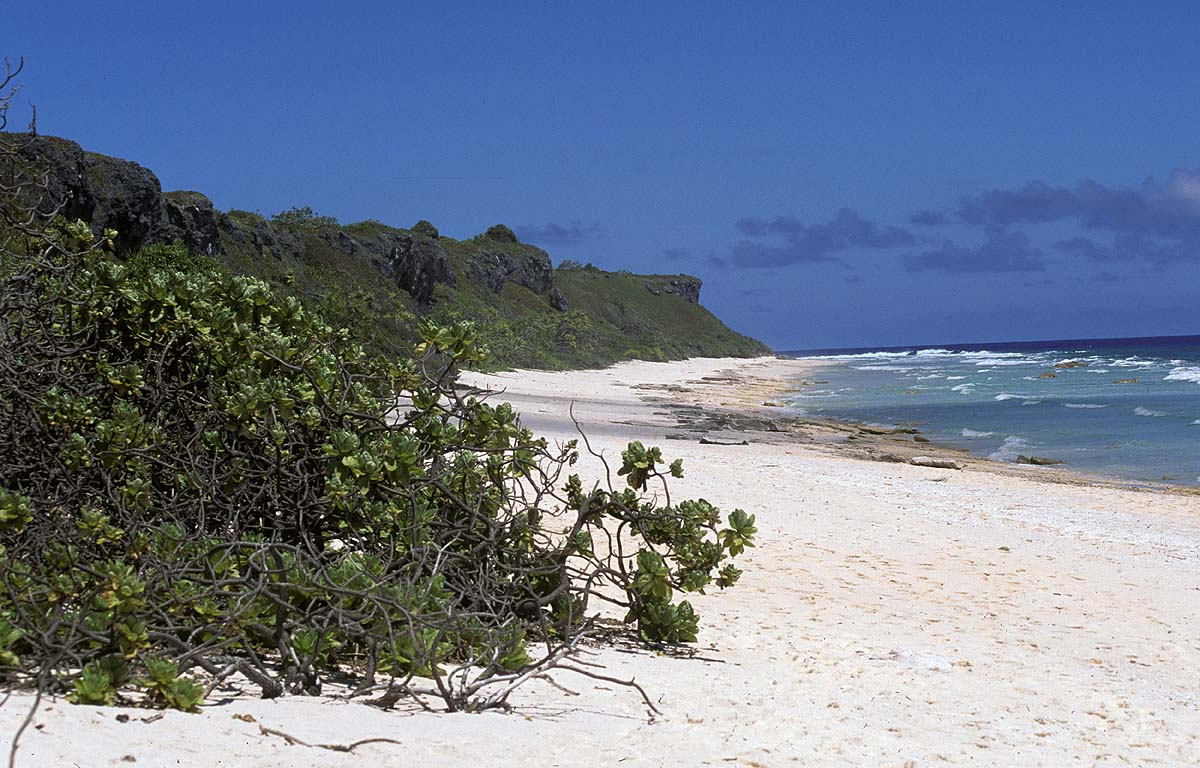
ヘンダーソン島

- 1820年11月20日：南太平洋南アメリカ大陸沖東方2000マイル（3700キロメートル）、アメリカのエセックス号（英語版）（Essex 捕鯨船 乗員21名）、漂流中は積荷の食糧で飢えを凌いだが、やがて食糧は尽き人肉食に至った。沈没後一行は3艘のボートに分乗し、無人島であるヘンダーソン島を経て南米大陸を目指したが、海流によって散り散りとなった。1艘は行方不明となったが、船長ジョージ・ポラード（英語版）（George Pollard）の指揮するボートは、漂流93日目に南アメリカ大陸近海でアメリカの捕鯨船に救助され、一等航海士オーウェン・チェイス（英語版）（Owen Chase）の指揮するボートは、漂流89日目にチリのマス・ア・ティエラ島近海でイギリスの捕鯨船に救助された。またヘンダーソン島に残留した船員のうち、3名は後に救助された。最終的に生きてナンタケットに帰還できたのは8名のみ。2015年には映画化された[23]。

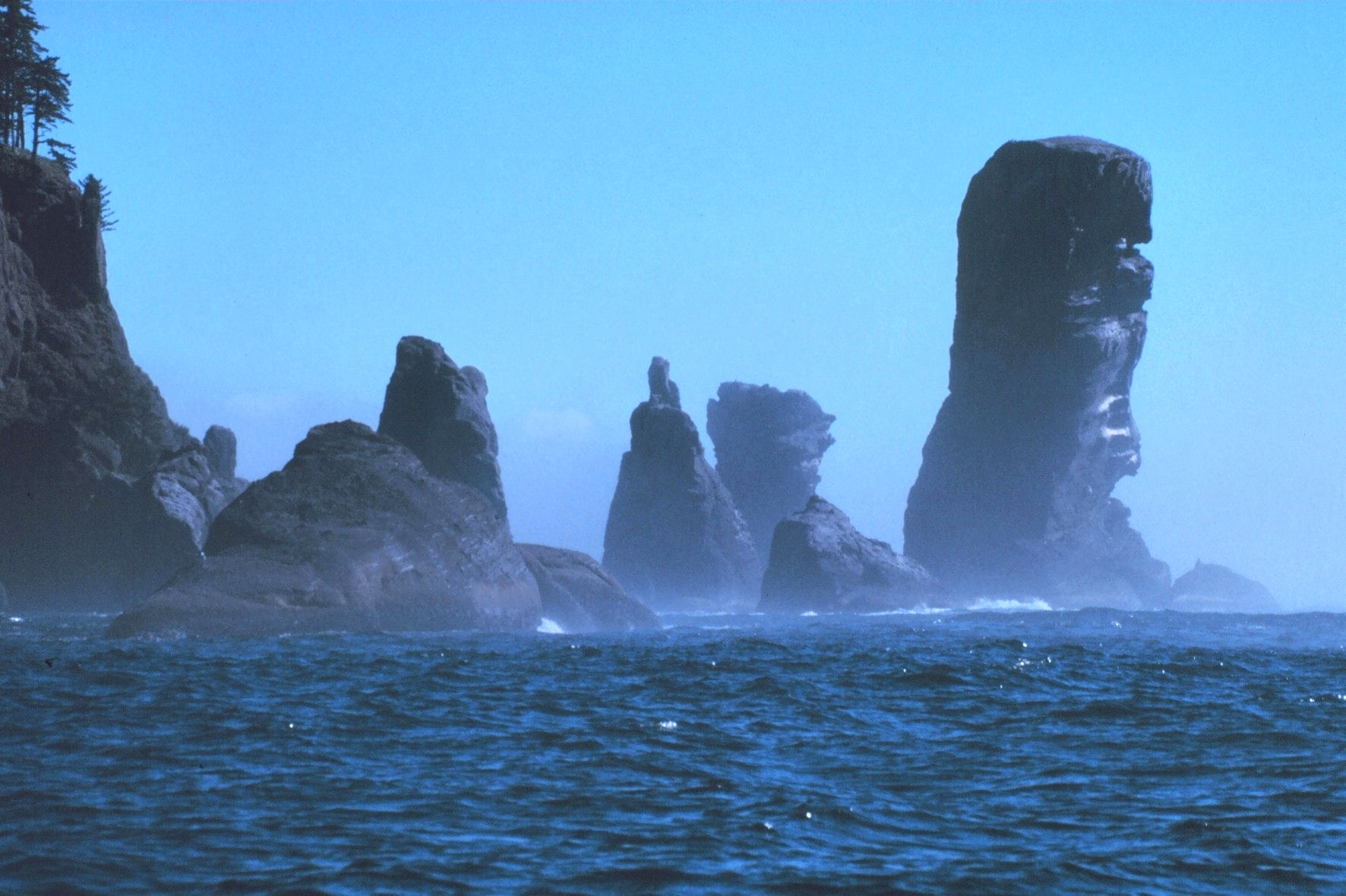
フラッタリー岬

- 天保3年（1832年）10月：遠州灘、宝順丸（弁才船 乗員13名）、漂流中は積荷の米や釣った魚で飢えを凌いだが、漂流中に10名が死亡し、生き残った音吉ら3名は14ヶ月後の天保5年（1834年）2月に北アメリカ大陸のフラッタリー岬附近に漂着する。その後3名は先住民の奴隷となるがイギリスのハドソン湾会社に保護され、ハワイ諸島、ロンドン、マカオを経て琉球に送られ、ここでモリソン号に便乗するが、直後にモリソン号事件が発生したために帰国できなかった[24]。
- 天保12年（1841年）：土佐沖、漁船（乗員5名）、漂流5日半の末に鳥島に漂着し、5名はここで143日間過ごした。その後、アメリカの捕鯨船に救助され、5名はハワイのホノルルに送られるが、5名の内ジョン万次郎のみは捕鯨船船長とともにアメリカ本土に渡った[25]。
- 嘉永4年（1851年）10月29日：紀伊半島大王崎沖、栄力丸（弁才船 乗員17名）、2ヶ月間の漂流の末、南鳥島沖でアメリカ船オークランド号に救助される。乗員17名のうち浜田彦蔵や仙太郎ら13名はのちに帰国している[26]。

#### 近代以降
- 1871年（明治4年）11月1日：琉球王国慶良間諸島沖、山原船、生存者64名は11月6日に台湾南東部の八瑤湾に漂着するが、11月8日に台湾原住民パイワン族によって多数殺害される。生存者12名。（宮古島島民遭難事件）
- 1899年（明治32年）5月20日：龍睡丸がパールアンドハーミーズ環礁で座礁した。同年9月に近くを通った日本船に救出される。これらの詳細は、『無人島に生きる十六人』須川邦彦に詳しく書かれている。
- 1926年（大正15年）12月：千葉県銚子沖、「良栄丸（漁船）」、11ヶ月間北太平洋を漂流し、シアトル沖で発見される。乗員全員死亡。
- 1943年（昭和18年）8月2日：ソロモン諸島ニュージョージア島沖、PT109（英語版）（魚雷艇）、日本海軍の駆逐艦天霧と衝突して沈没し、生存者10名はカソロ島に泳ぎ着き、6日後に救助された。なおPT109の艇長はジョン・F・ケネディである[27]。
- 1936年（昭和12年）12月：宮城県金華山沖合で大隆丸（漁船）が燃料切れのため漂流。翌年2月（漂流開始66日後）、野島崎南方610海里の海上で発見されて16人が救助、1人が死亡[28]。
- 1943年（昭和18年）12月：北海道知床岬沖、ひかりごけ事件（事件発覚は翌年）
- 1956年（昭和31年）8月：中国北海沖、豊栄丸（漁船）、いかだに移り漂流14日間、生存者2名。
- 1965年：Tongan castaways（英語版）。10代の少年6人組、ʻAta（英語版）島にて15か月間。
- 1968年（昭和43年）5月：和歌山県灘岬沖、第1太攻丸（マグロ漁船）、救命ボートに移り雨水を飲んだ、生存者13名。
- 1970年（昭和45年）8月：千葉県銚子沖、丸和丸（魚運搬船）、漂流9日間、トビウオ1匹を3人で分けて食べた、生存者3名。
- 1972年（昭和47年）11月：フィリピン沖、第7良生丸（マグロ漁船）、いかだに移り漂流18日間、生存者2名。
- 1985年（昭和60年）5月：樺太沖、第71日東丸（底引き漁船）、救命ボートに移り、カモメを捕まえて食べた。漂流16日間、生存者3名。
- 1992年（平成4年）1月：小笠原諸島父島沖、『トーヨコカップ・ジャパングアムヨットレース'92』[29]に参加のヨット「たか」号、航行中に転覆し1名が水死、残った6名は救命いかだで脱出、途中で5名が衰弱死、カツオドリを2度捕らえて食べた。漂流27日間(1991/12/30～1992/1/25)、オーストラリアへ向かう途中の貨物船に救助された。生存者1名[※ 5]。更に日本海洋技術専門学校から同レースに参加していた「マリンマリン」も同様に遭難、沈没。クルー8名が死亡または行方不明、2名を救助[31]。日本外洋帆走協会（現、日本セーリング連盟）史上最悪の惨事。
- 1994年（平成6年）3月：フィリピン沖、第一保栄丸（マグロ漁船）、救命いかだに移り、海鳥を捕まえた。漂流37日間、生存者9名。
- 1994年（平成6年）6月：伊豆諸島八丈島沖、酒呑童子（ヨット）、漂流92日間、ペットボトルを逆さにし夜露を集め飲んだ。生存者1名[※ 6]。
- 1996年（平成8年）8月：千葉県犬吠埼沖、第3宮丸（マグロ漁船）、漂流46日間、魚を釣り刺身にして食べた。生存者1名。
- 1998年（平成10年）8月：秋田県男鹿半島沖、第11魁丸（イカ釣り漁船）、漂流10日間、インスタントラーメンが食べられた。生存者1名。
- 1999年（平成11年）1月：インドネシア沖、アロンドラ・レインボー号（Alondra Rainbow、IMO 9178094）、海賊に遭い救命いかだで海上に放置、積んでいた非常食を食べた。生存者17名[※ 7]。
- 2000年（平成12年）8月：沖縄県西表島、悠遊（ヨット）、漂流11日間、生存者1名。
- 2001年（平成13年）8月：千葉県犬吠埼沖、繁栄丸（漁船）に乗った武智三繁が漂流37日間、薬缶で海水を沸かし、得た水滴をなめた。
- 2003年（平成15年）6月：沖縄県粟国島沖、みさわ丸（漁船）、水は一度に盃1杯だけ飲んだ。漂流15日。
- 2005年（平成17年）10月:太平洋メキシコ沖、漁船、漂流10ヶ月の末、翌2006年（平成18年）8月22日にマーシャル諸島沖で台湾の漁船に救助された。生存者3名[33]。
- 2007年（平成19年）2月：幸吉丸、救命いかだに移り、積んでいた非常食を食べた。漂流3日間、生存者3名。

#### ダイバーが単身漂流した事例
- 1983年（昭和58年）7月：伊豆諸島新島・鵜渡根島沖、ウェットスーツおよび浮力補償装置を着用、飢え渇きをしのげない状態での漂流3日間後、銚子沖にて漁船に救助される[※ 8]。

### 海洋遭難の関連項目
- 原因要素
  - 嵐、台風、竜巻、風
  - 波、うねり、巨大波
  - 座礁
- 海難事故
  - ロビンソン漂流記（cf. ロビンソン・クルーソー）
  - 十五少年漂流記
  - コンティキ号
  - エルトゥールル号遭難事件
  - クルスク沈没事故
- 海上保安庁
  - 羽田特殊救難基地
  - 機動救難士
  - 救難強化巡視船
  - 潜水指定船
- 海難審判所
  - 海難審判
- 沿岸警備隊
- 海上自衛隊
  - 救難飛行隊
  - 降下救助員
- 航空自衛隊
  - 航空救難団
  - 救難員
- 遭難信号
- 海図
- 救命ボート
- Global Maritime Distress and Safety System
- 非常用位置指示無線標識装置（イーパブ）
- モールス信号
- SAR協定
- 安全管理士
- 船員災害防止協会

## 山・海以外の遭難
地球の極地の探検中や宇宙船の遭難なども含まれる。下記記事中の事例も参照。
- フランクリン遠征・イタリア (飛行船) - 北極での遭難
- ロバート・スコット(南極でのテラノバ遠征)
- ウルグアイ空軍機571便遭難事故 - 16名が72日間に及ぶ山中でのサバイバル生活の末に生還
- LANSA ペルー航空 (en:Líneas Aéreas Nacionales S.A.)  508便墜落事故 - 航空機が人里離れたジャングル地帯に墜落後17歳の少女一人のみが10日間歩き続けて生還した。
- バーク・ウィルズ探検隊・ドナー隊・レディ・ビー・グッド (航空機) - 砂漠での遭難
- 宇宙開発における事故 - ソビエト連邦では、ボスホート2号が着陸後に数日遭難状態にあったことから、このミッション後には多目的銃TP-82や鉈などが準備された。アメリカでは海での漂流を想定した Survival Kit が準備された。アポロにはリュックサックAがボートとなり、リュックサックBにはビーコン、ライト、救援用海上散布染料マーカー、水・タブレット、救急キット、サバイバルナイフ、サングラス、救助要請用の笛・鏡付コンパスなどが詰められていた[35]。

## 遭難・漂流を題材とした作品
- 遭難・漂流を題材とした作品についてはリンク先を参照。